# Very Long Baseline Array

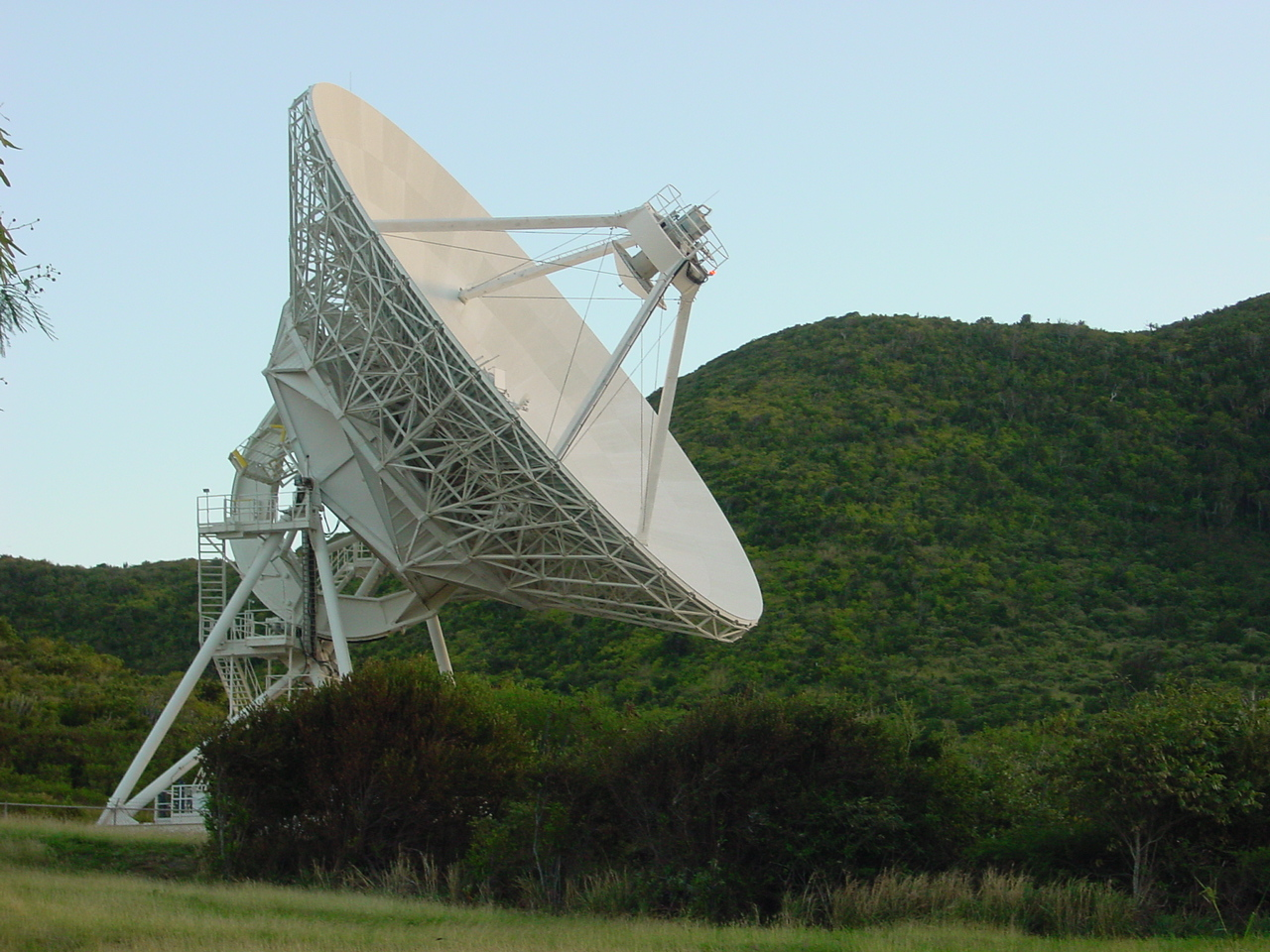
Jeden z komponentů, který se nachází na Panenských ostrovech

Very Long Baseline Array (VLBA) je systém deseti radioteleskopů dálkově kontrolovaných Array Operations Center ve městě Socorro, Nové Mexiko (USA), které spadá pod National Radio Astronomy Observatory. Systém pracuje na principu interferometrie a jedná se o největší systém svého druhu. Budování tohoto systému započalo v únoru 1986 a dokončen byl v květnu 1993. Observace, která využila všech deseti komponentů proběhla 23. května 1993. Celková cena stavby činila 85 milionů USD.
Každý komponent sestává z jedné antény s průměrem paraboly 25m a přilehlé kontrolní budovy, ve které se nachází řídící počítač, páskové záznamníky a další vybavení, které souvisí se záznamem signálů přijatých anténou. Hmotnost každé antény činí 240 tun a jsou téměř stejně vysoké jako desetipodlažní dům. Nejdelší základní linie systému činí 8611 km.
Lokace jednotlivých komponentů:
- Mauna Kea, Havaj
- Owens Valley, Kalifornie
- Kitt Peak, Arizona
- Pie Town, Nové Mexiko
- Los Alamos, Nové Mexiko
- Fort Davis, Texas
- Brewster, Washington
- North Liberty, Iowa
- Hancock, New Hampshire
- Saint Croix, Americké Panenské ostrovy